# Licenciement en Belgique
Le Licenciement en Belgique est encadré par des lois qui ont été réformées au cours des années 2010.

## Rupture du CDD
Pour la rupture des contrats de travail à durée déterminée conclus à partir du 1er janvier 2014, deux périodes doivent être distinguées :  
- Pendant, la première période du contrat, correspondant à six mois, chaque partie peut rompre  le contrat unilatéralement, avant terme et sans motif grave en notifiant un délai de préavis[1].
- Pendant, la seconde période du contrat, il ne peut plus être rompu avant terme et sans motif grave moyennant délai de préavis : la partie qui rompt néanmoins le contrat à ce moment doit alors payer une indemnité à l’autre partie[1].

## L'unification des statuts entre ouvriers et employés
Jusqu'en 2012, le droit social belge distinguait les statuts d'ouvrier et d'employé : des règles différentes s'appliquent selon le statut, notamment au regard du préavis de licenciement, mais une nouvelle réglementation est entrée en vigueur le 1er janvier 2012, visant à rapprocher les deux types de salariés.
La loi du 12 avril 2011, entrée en vigueur le 1er janvier 2012, ne concerne que les contrats de travail signés à partir du 1er janvier 2012. Pour les ouvriers ayant plus de 20 ans d'ancienneté, elle allonge le délai de préavis, qui passe de 112 jours à un maximum de 129 jours. Pour les employés, les délais de préavis ont été abaissés, le législateur belge mettant fin à la formule Claeys, qui permettait de calculer le délai de préavis en fonction du montant de la rémunération annuelle, de l'ancienneté, de l'âge et qui accordait une part de négociation aux parties. À présent, les délais sont fixes et unifiés, avec toujours des variations en fonction de l'ancienneté.